# Luftverkehrs-Zulassungs-Ordnung
Die Luftverkehrs-Zulassungs-Ordnung regelt, für welches Luftfahrtgerät eine Verkehrszulassung nötig ist und ob eine Eintragung in Luftfahrzeugregister (Luftfahrzeugrolle, Luftsportgeräteverzeichnis) erfolgt. Sie regelt ferner das Genehmigungsverfahren für Flugplätze (Flughäfen, Landeplätze und Segelfluggelände) und deren lärmbedingte Betriebseinschränkung. Mit der Novelle vom 30. März 2017 (BGBl. I S. 683) sind Eigentümer eines Flugmodells, eines unbemannten Luftfahrtsystems oder Ballons oder Drachens bei Überschreiten einer bestimmten Startmasse sowie Eigentümer eines Flugkörpers mit Eigenantrieb vor dem erstmaligen Betrieb zur sichtbaren, feuerfesten Kennzeichnung mit Name und Anschrift verpflichtet.